# Монк, Малик
Малик Монк (англ. Malik Monk; род. 4 февраля 1998 года в Джонсборо, штат Арканзас, США) — американский профессиональный баскетболист, выступающий за команду Национальной баскетбольной ассоциации «Сакраменто Кингз». На студенческом уровне в течение одного сезона выступал за «Кентукки». На драфте НБА 2017 года был выбран «Хорнетс» в первом раунде под общим 11-м номером. Играет на позиции атакующего защитника.

## Средняя школа

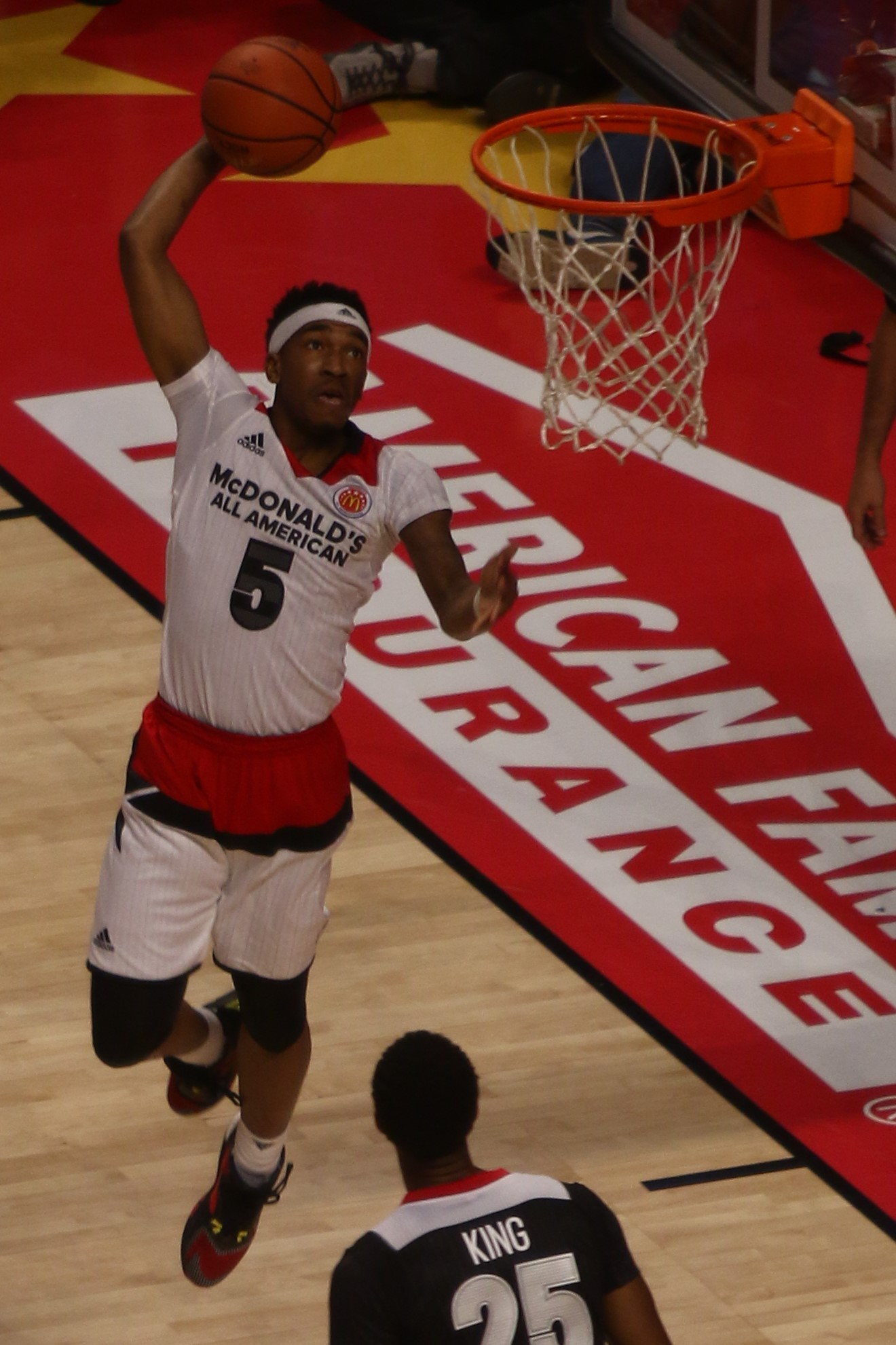
Монк выполняет слэм-данк на матче McDonald's All-American

Монк посетил Кентуккийский университет 18 ноября 2015 года.
Во время своего первого года обучения Малик посещал школу Ист Пойнсет Кантри Лепанто, Арканзас. В качестве новичка он имел выдающуюся статистику - 22,8 очка, 4,6 подбора и 2,7 передачи за игру, что привело команду к рекорду (25-8) и выходу в финал штата. После первого года обучения Монк перешёл в школу Бентонвилла (Бентонвилл, Арканзас). На протяжении второго года обучения он набирал 26,6 очков за игру. Весной и летом 2015 года Монк играл за команду "Любительского атлетического союза (AAU)". Малик в среднем забросил 19,7 очков в 12 играх. Затем в 2015 году Монк выступал за команду Востока на турнире Nike Global Challenge, где его показатели составили 22 очка, 12 подборов и 4 передачи за игру, что позволило ему получить титул лучшего игрока турнира. В третьем классе школе Малик еще улучшил средние показатели до 28.6 очков, 4,4 передачи и 7,6 подборов. В 2016 году Монк сыграл в играх McDonald's All-American и Jordan Brand Classic, где вместе с одноклубником из «Кентукки» Де’Аароном Фоксом получил звание MVP.
11 марта 2016 года Монк сыграл последнюю игру за школу.
Монк имел статус уверенного пятизвездочного кандидата в оценке перспективы развития и занимал 9-ю строку в рейтинге рекрутов 2016 года по 4 основным агентствам Rivals, ESPN, Scout и 247 Sports.

## Студенческая карьера

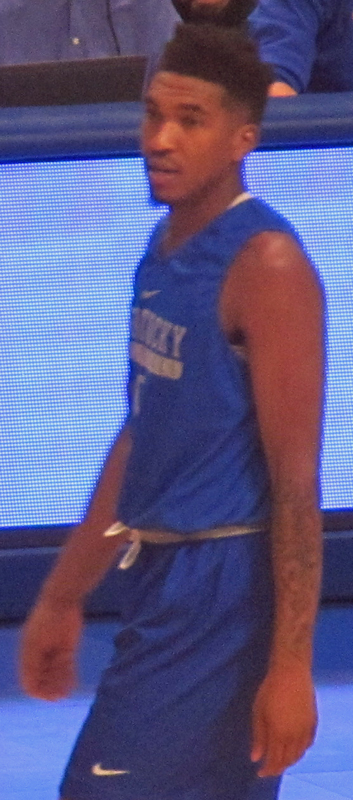
Монк в игре за Кентукки

18 ноября 2015 года Монк сообщил, что хотел бы играть за Кентукки.
17 декабря 2016 года молодой баскетболист установил рекорд новичка Кентуккийского университета по набранным за игру очкам (47 очков) в игре против Северной Каролины. 12 дней спустя в игре против Миссисипи Монк добавил в актив 34 очка, забросив 5 из 7 трёхочковых бросков. 31 января 2017 года Малик отметился 37 очками в поединке против Джорджии.
В конце своего первого года в колледже Монк объявил о том, что отказывается продолжать учебу и выставляет кандидатуру на Драфт НБА 2017 года, где ему прогнозировали выбор в первом раунде.

## НБА

### Шарлотт Хорнетс (2017—2021)
22 июня 2017 года Монк был выбран на драфте НБА 2017 года в первом раунде под общим 11-м номером командой «Шарлотт Хорнетс». 2 июля 2017 года Малик подписал контракт новичка с «Хорнетс». Летнюю лигу НБА 2017 Монк пропустил из-за травмы колена. В своей четвёртой игре 25 октября 2017 года против  «Денвер Наггетс» новичок отметился 17 очками, 2 перехватами и 2 передачами. 1 ноября 2017 года в победной игре против «Милуоки Бакс» Монк набрал 25 очков.
Во время своего первого сезона Малик сыграл также одну игру за команду «Хорнетс» в Лиге развития НБА «Гринсборо Сворм». Он набрал 25 очков, 8 подборов и 4 передачи.

### Лос-Анджелес Лейкерс (2021—2022)
6 августа 2021 года Монк подписал контракт с «Лос-Анджелес Лейкерс» на один год.

### Сакраменто Кингз (2022—настоящее время)
6 июля 2022 года Монк подписал двухлетний контракт с «Сакраменто Кингз» на сумму 19 миллионов долларов. 24 февраля 2023 года Монк набрал максимальные за карьеру 45 очков в победе над «Лос-Анджелес Клипперс».
В первой встрече серии первого раунда плей-офф против «Голден Стэйт Уорриорз» Монк установил рекорд НБА по количеству штрафных бросков без единого промаха в дебютном матче плей-офф, реализовав 14 из 14 с линии.
6 июля 2024 года Монк подписал четырехлетний контракт с «Кингз» на сумму 78 миллионов долларов с опцией игрока на четвертый год.
9 апреля 2025 года Монк выбыл как минимум на две недели из-за растяжения икроножной мышцы.

## Личная жизнь
Старший брат Малика - профессиональный американский футболист Маркус Монк, игравший на позиции ресивера.
18 января 2025 года Монк подписал долгосрочный контракт с китайским производителем спортивной обуви Peak.

## Статистика

### Статистика в НБА
| Сезон                                                                                    | Команда    | Регулярный сезон | Регулярный сезон | Регулярный сезон | Регулярный сезон | Регулярный сезон | Регулярный сезон | Регулярный сезон | Регулярный сезон | Регулярный сезон | Регулярный сезон | Регулярный сезон | Серия плей-офф | Серия плей-офф | Серия плей-офф | Серия плей-офф | Серия плей-офф | Серия плей-офф | Серия плей-офф | Серия плей-офф | Серия плей-офф | Серия плей-офф | Серия плей-офф |
| Сезон                                                                                    | Команда    | GP               | GS               | MPG              | FG%              | 3P%              | FT%              | RPG              | APG              | SPG              | BPG              | PPG              | GP             | GS             | MPG            | FG%            | 3P%            | FT%            | RPG            | APG            | SPG            | BPG            | PPG            |
| ---------------------------------------------------------------------------------------- | ---------- | ---------------- | ---------------- | ---------------- | ---------------- | ---------------- | ---------------- | ---------------- | ---------------- | ---------------- | ---------------- | ---------------- | -------------- | -------------- | -------------- | -------------- | -------------- | -------------- | -------------- | -------------- | -------------- | -------------- | -------------- |
| 2017/18                                                                                  | Шарлотт    | 63               | 0                | 13,5             | 36,0             | 34,2             | 84,2             | 1,0              | 1,4              | 0,3              | 0,1              | 6,7              | Не участвовал  | Не участвовал  | Не участвовал  | Не участвовал  | Не участвовал  | Не участвовал  | Не участвовал  | Не участвовал  | Не участвовал  | Не участвовал  | Не участвовал  |
| 2018/19                                                                                  | Шарлотт    | 73               | 0                | 17,2             | 38,7             | 33,0             | 88,2             | 1,9              | 1,6              | 0,5              | 0,3              | 8,9              | Не участвовал  | Не участвовал  | Не участвовал  | Не участвовал  | Не участвовал  | Не участвовал  | Не участвовал  | Не участвовал  | Не участвовал  | Не участвовал  | Не участвовал  |
| 2019/20                                                                                  | Шарлотт    | 55               | 1                | 21,3             | 43,4             | 28,4             | 82,0             | 2,9              | 2,1              | 0,5              | 0,3              | 10,3             | Не участвовал  | Не участвовал  | Не участвовал  | Не участвовал  | Не участвовал  | Не участвовал  | Не участвовал  | Не участвовал  | Не участвовал  | Не участвовал  | Не участвовал  |
| 2020/21                                                                                  | Шарлотт    | 42               | 0                | 20,9             | 43,4             | 40,1             | 81,9             | 2,4              | 2,1              | 0,5              | 0,1              | 11,7             | Не участвовал  | Не участвовал  | Не участвовал  | Не участвовал  | Не участвовал  | Не участвовал  | Не участвовал  | Не участвовал  | Не участвовал  | Не участвовал  | Не участвовал  |
| 2021/22                                                                                  | Лейкерс    | 76               | 37               | 28,1             | 47,3             | 39,1             | 79,5             | 3,4              | 2,9              | 0,8              | 0,4              | 13,8             | Не участвовал  | Не участвовал  | Не участвовал  | Не участвовал  | Не участвовал  | Не участвовал  | Не участвовал  | Не участвовал  | Не участвовал  | Не участвовал  | Не участвовал  |
| 2022/23                                                                                  | Сакраменто | 77               | 0                | 22,3             | 44,8             | 35,9             | 88,9             | 2,6              | 3,9              | 0,6              | 0,3              | 13,5             | 7              | 0              | 29,3           | 40,9           | 33,3           | 89,8           | 5,4            | 3,6            | 0,7            | 0,4            | 19,0           |
| 2023/24                                                                                  | Сакраменто | 72               | 0                | 26,0             | 44,3             | 35,0             | 82,9             | 2,9              | 5,1              | 0,6              | 0,5              | 15,4             | Не участвовал  | Не участвовал  | Не участвовал  | Не участвовал  | Не участвовал  | Не участвовал  | Не участвовал  | Не участвовал  | Не участвовал  | Не участвовал  | Не участвовал  |
|                                                                                          | Всего      | 458              | 38               | 21,6             | 43,3             | 35,5             | 84,4             | 2,5              | 2,8              | 0,6              | 0,3              | 11,6             | 7              | 0              | 29,3           | 40,9           | 33,3           | 89,8           | 5,4            | 3,6            | 0,7            | 0,4            | 19,0           |
| Наведите курсор мыши на аббревиатуры в заголовке таблицы, чтобы прочесть их расшифровку. |            |                  |                  |                  |                  |                  |                  |                  |                  |                  |                  |                  |                |                |                |                |                |                |                |                |                |                |                |

### Статистика в Джи-Лиге
| Сезон                                                                                    | Команда         | Регулярный сезон | Регулярный сезон | Регулярный сезон | Регулярный сезон | Регулярный сезон | Регулярный сезон | Регулярный сезон | Регулярный сезон | Регулярный сезон | Регулярный сезон | Регулярный сезон | Серия плей-офф | Серия плей-офф | Серия плей-офф | Серия плей-офф | Серия плей-офф | Серия плей-офф | Серия плей-офф | Серия плей-офф | Серия плей-офф | Серия плей-офф | Серия плей-офф |
| Сезон                                                                                    | Команда         | GP               | GS               | MPG              | FG%              | 3P%              | FT%              | RPG              | APG              | SPG              | BPG              | PPG              | GP             | GS             | MPG            | FG%            | 3P%            | FT%            | RPG            | APG            | SPG            | BPG            | PPG            |
| ---------------------------------------------------------------------------------------- | --------------- | ---------------- | ---------------- | ---------------- | ---------------- | ---------------- | ---------------- | ---------------- | ---------------- | ---------------- | ---------------- | ---------------- | -------------- | -------------- | -------------- | -------------- | -------------- | -------------- | -------------- | -------------- | -------------- | -------------- | -------------- |
| 2017/18                                                                                  | Гринсборо Сворм | 1                | 1                | 41,1             | 33,3             | 33,3             | -                | 8,0              | 4,0              | 1,0              | 0,0              | 25,0             | Не участвовал  | Не участвовал  | Не участвовал  | Не участвовал  | Не участвовал  | Не участвовал  | Не участвовал  | Не участвовал  | Не участвовал  | Не участвовал  | Не участвовал  |
|                                                                                          | Всего           | 1                | 1                | 41,1             | 33,3             | 33,3             | -                | 8,0              | 4,0              | 1,0              | 0,0              | 25,0             | Не участвовал  | Не участвовал  | Не участвовал  | Не участвовал  | Не участвовал  | Не участвовал  | Не участвовал  | Не участвовал  | Не участвовал  | Не участвовал  | Не участвовал  |
| Наведите курсор мыши на аббревиатуры в заголовке таблицы, чтобы прочесть их расшифровку. |                 |                  |                  |                  |                  |                  |                  |                  |                  |                  |                  |                  |                |                |                |                |                |                |                |                |                |                |                |

### Статистика в NCAA
| Сезон | Команда  | Conf  | Class | GP | GS | MPG  | FG%  | 3P%  | FT%  | RPG | APG | SPG | BPG | PPG  |
| --- | -------- | ----- | ----- | -- | -- | ---- | ---- | ---- | ---- | --- | --- | --- | --- | ---- |
| 2016/17 | Кентукки | SEC   | FR    | 38 | 37 | 32,1 | 45,0 | 39,7 | 82,2 | 2,5 | 2,3 | 0,9 | 0,5 | 19,8 |
| Всего | Всего    | Всего | Всего | 38 | 37 | 32,1 | 45,0 | 39,7 | 82,2 | 2,5 | 2,3 | 0,9 | 0,5 | 19,8 |
| Наведите курсор мыши на аббревиатуры в заголовке таблицы, чтобы прочесть их расшифровку Статистика приведена с сайта sports-reference.com |          |       |       |    |    |      |      |      |      |     |     |     |     |      |